# Eer zij God in onze dagen
Eer zij God in onze dagen is een Nederlands kerstlied.
Het lied in de oorspronkelijke Franse versie, Les Anges dans nos campagnes, uit de 18e eeuw, is gebaseerd op het verhaal over de geboorte van Christus, zoals opgenomen in het Evangelie van Lucas, waar de herders buiten Bethlehem een menigte engelen tegenkomen die zingen over het pasgeboren kind. In het lied komt de tekst Gloria in excelsis Deo voor. Het Franse lied is in diverse andere talen bewerkt en vertaald.
De bewerking met als titel Eer zij God in onze dagen is gemaakt door Willem Barnard. Naast de bewerking door Barnard komt ook een variant voor met als beginregel Engeltjes door het luchtruim zwevend.

## Varianten van de tekst
| Bewerking Barnard Gezang 134, Liedboek voor de Kerken 1973 | Engelkens door 't luchtruim zwevend | Engeltjes door het luchtruim zwevend |
| --- | --- | --- |
| Eer zij God in onze dagen, eer zij God in deze tijd. Mensen van het welbehagen, roept op aarde vrede uit. Gloria in excelsis Deo, Gloria in excelsis Deo. Eer zij God die onze Vader en die onze Koning is. Eer zij God die op de aarde naar ons toe gekomen is. Gloria in excelsis Deo, gloria in excelsis Deo. Lam van God, Gij hebt gedragen alle schuld tot elke prijs, geef in onze levensdagen peis en vreê kyrieleis. Gloria in excelsis Deo, gloria in excelsis Deo. | Engelkens door 't luchtruim zwevend Zongen zo blij zo wonderzacht Van de Heer van dood en leven Die er vrede op aarde bracht Gloria in excelsis Deo Zongen zo blij zo wonderklare Van 't zoete kindeke, onze Heer En de herderkens die er waren Knielden bij de kribbe neer Gloria in excelsis Deo Gloria in excelsis Deo | Engeltjes door het luchtruim zwevend zongen zo blij, zo wonderzacht van de Heer van dood en leven die er vrede op aarde bracht. Gloria in Excelsis Deo Zongen blij en wonderklare van 't lief kindje rein en teer en de herders die daar waren knielden bij de kribbe neer. Gloria in Excelsis Deo Gloria in Excelsis Deo |